# Droga nr 6954 (Izrael)
Droga lokalna nr 6954 (hebr. 6954 כביש) – jest lokalną drogą położoną na Wyżynie Manassesa na północy Izraela. Biegnie ona z kibucu En ha-Szofet do kibucu Ramot Menasze.

## Przebieg
Droga nr 6954 przebiega przez Samorząd Regionu Megiddo w Poddystrykcie Jezreel Dystryktu Północnego Izraela. Biegnie południkowo z południa na północny zachód na Wyżynie Manassesa.
Swój początek bierze na skrzyżowaniu z drogą nr 6953 przy kibucu En ha-Szofet. Jadąc tą drogą na zachód dojeżdża się do skrzyżowania z drogą nr 672 przy kibucu Dalijja, lub na zachód do skrzyżowania z drogą nr 66 przy kibucu Miszmar ha-Emek w Dolinie Jezreel. Natomiast droga nr 6954 kieruje się na północny zachód, mija regionalną szkołę Manassesa i dociera do kibucu Ramat ha-Szofet. Wykręca tutaj bardziej na zachód, mija siedzibę władz administracyjnych Samorządu Regionu Megiddo i dojeżdża do skrzyżowania z drogą nr 672, którą można pojechać na południe do kibucu Dalijja, lub na północ do wioski En ha-Emek. Nasz droga prowadzi dalej wśród upranych pól na zachód do kibucu Ramot Menasze.